# Gerd Cintl
Gerd Cintl (Düsseldorf, 1938. december 11. – Düsseldorf, 2017. december 26.) olimpiai bajnok német evezős.

## Pályafutása
Az 1960-as római olimpián aranyérmes lett a kormányos négyes versenyszámban társaival, Horst Effertz-cel, Klaus Riekemann-nal, Jürgen Litz-cel és Michael Obst-tal.

## Sikerei, díjai
- Olimpiai játékok
  - aranyérmes: 1960, Róma (kormányos négyes)